# Notiophilus germinyi
Notiophilus germinyi  (лат.) — вид жуков-жужелиц из подсемейства плотинников. Распространён в Европе, России и Казахстане. Длина тела имаго 5 мм. Наружные промежутки и вершина надкрылий мелкоморщинистые, матовые. Точки на бороздках надкрылий мелкие.